# Łoźna
Łoźna (biał. Лё́зна, Liozna, ros. Лиозно, Liozno, jid. ליאזנע, Liozne) – osiedle typu miejskiego na Białorusi, w obwodzie witebskim, siedziba rejonu łozieńskiego, 40 km na wschód od Witebska, przy granicy z Rosją, 6,8 tys. mieszkańców (2010).
Znajduje tu się stacja kolejowa Łoźna, położona na linii Smoleńsk – Witebsk.
Miejsce narodzin się Marca Chagalla oraz trzech pierwszych przywódców chasydzkiej sekty Chabad-Lubawicz.

## Historia

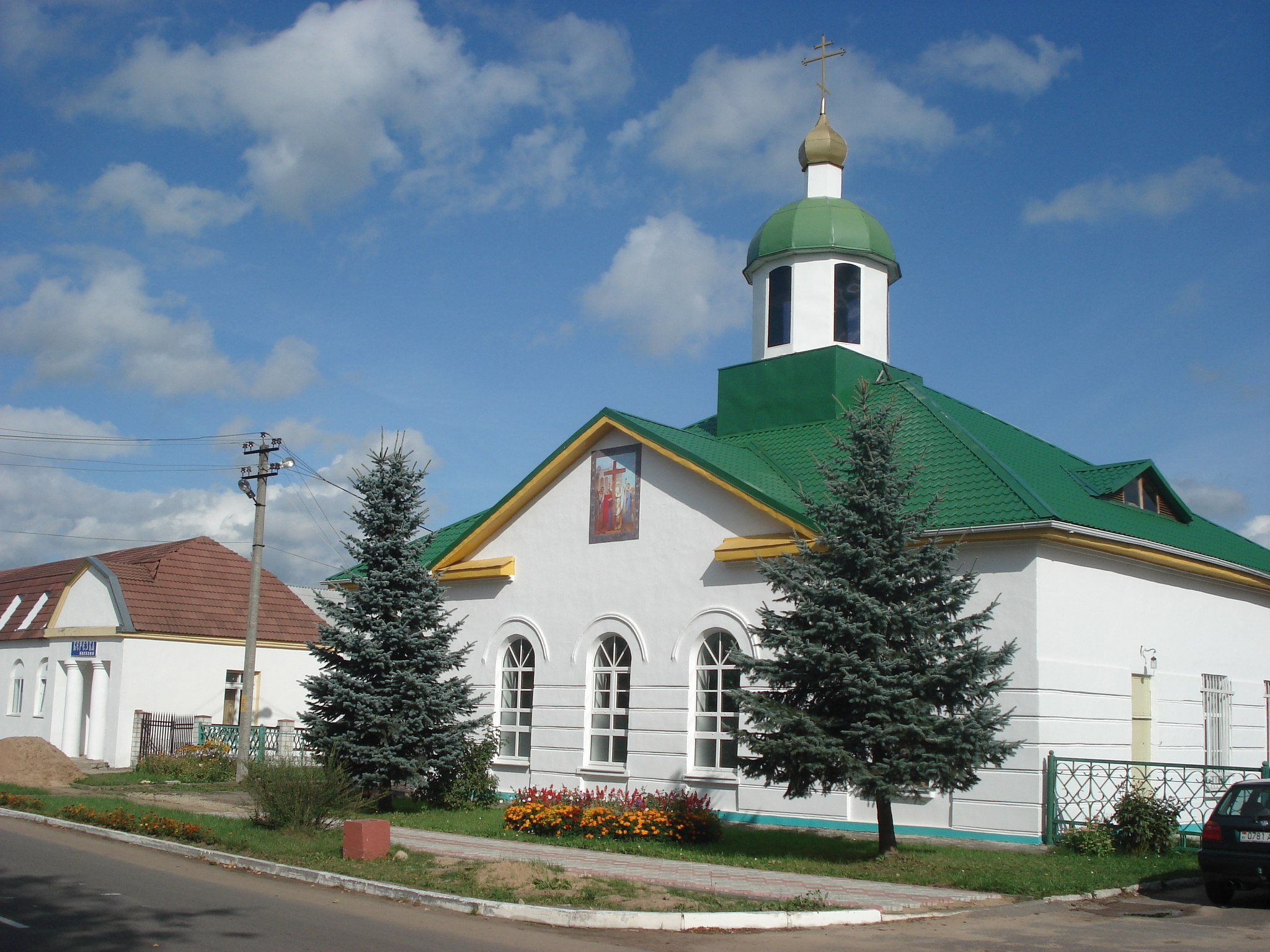
Cerkiew Podwyższenia Krzyża Pańskiego

Dom w Łoźnie, obraz Marca Chagalla z 1908 roku

Łoźna powstała na obszarze włości mikulińskiej położonej na wschodnim pograniczu Wielkiego Księstwa Litewskiego i Księstwa Smoleńskiego. Dobra te pozostawały od końca XV wieku we władaniu kniazia Iwana Osowickiego
W 1526 r. Iwan podarował Mikulino swemu synowi, kniaziowi Michałowi Iwanowiczowi Osowickiemu. Po jego śmierci w 1550 dobra przeszły na jego żonę Agrafenę z rodu kniaziów Łukomskich. Pięć lat później król Zygmunt II August nadał je Grzegorzowi Wołłowiczowi, staroście mereckiemu i później wojewodzie smoleńskiemu. Jego córka, Regina, wniosła Mikulino w posagu kniaziowi Bohdanowi Ogińskiemu. Najprawdopodobniej to właśnie Bohdan założył wieś Łoźna, ponieważ wzmianka o niej pojawiła się po raz pierwszy w 1625 roku, kiedy otrzymał ją w spadku razem z Mikulinem Samuel Ogiński, syn Bohdana.
W 1654 r. Łoźna nazywana była miasteczkiem. Po śmierci Samuela w 1657 dobra mikulińskie zostały podzielone pomiędzy synów: Szymon Karol, późniejszy wojewoda mścisławski otrzymał Łoźnę, a młodszy Jan – Mikulino. Łoźna pozostawała w rękach Ogińskich do 1770 roku, po czym przeszła do Chrapowickich i potem Szebeków.
Miasto magnackie położone było w końcu XVIII wieku  w powiecie witebskim województwa witebskiego Rzeczypospolitej.
Po pierwszym rozbiorze Łoźna znalazła się w granicach Imperium Rosyjskiego. Stała się ośrodkiem gromady powiatu orszańskiego guberni mohylewskiej. W 1786 r. zbudowano tu murowaną cerkiew.
W 1812 r. stacjonowały tu wojska napoleońskie III Korpusu marszałka Neya w trakcie wyprawy moskiewskiej.
Z Łoźnej pochodzili też pierwsi rabini dynastii Chabad-Lubavitch – jednej z najliczniejszych grup chasydyzmu:
Szneur Zalman (1745–1812), Dowber Szneuri (1773–1827), Menachem Mendel Schneersohn (1789–1866).
W 1887 w Łoźnej urodził się Marc Chagall.
Podczas okupacji hitlerowskiej, w sierpniu 1941 roku Niemcy utworzyli getto dla żydowskich mieszkańców. Przebywało w nim około 700 osób. 21 października 1941 roku Niemcy zlikwidowali getto, a Żydów zamordowano na cmentarzu żydowskim. Sprawcami zbrodni było Einsatzkommando 9, oraz lokalna policja. 

## Flaga i herb
Flaga i herb Łoźnej zostały ustanowione 20 stycznia 2006 ukazem prezydenta Białorusi nr 36.